# Marion Graf
Marion Graf (* 6. September 1954 in Neuenburg) ist eine Schweizer Übersetzerin, Literaturkritikerin und Herausgeberin. 2020 würdigte das Bundesamt für Kultur ihr Werk mit dem Spezialpreis Übersetzung.

## Werdegang
Marion Graf wuchs als Tochter einer französischen Mutter und eines schweizerischen Vaters in Neuenburg auf. Sie studierte in Basel, Lausanne und Woronesch französische, spanische und russische Literatur. Sie ist die literarische Übersetzerin von Robert Walsers Werk. Zudem ist sie spezialisierte Literaturkritikerin für Poesie im Journal de Genève (bis 1998) und in Le Temps. Seit 2010 ist Marion Graf verantwortlich für die Revue de Belles-Lettres. Sie lebt und arbeitet in Schaffhausen.

## Würdigung
Für ihre Tätigkeit als Übersetzerin vom Deutschen und Russischen ins Französische wurde sie schon mehrmals ausgezeichnet: 2006 erhielt sie den Prix lémanique de la traduction. 2020 würdigte das Bundesamt für Kultur ihr Werk mit dem Spezialpreis Übersetzung.
Zur Preisverleihung schreibt das Bundesamt für Kultur: Ihre Arbeit «beeindruckt durch ihre Vielfalt, stellt sich immer neuen Herausforderungen und deckt immer wieder andere Facetten des Schreibens auf. Da sind die unterschiedlichen Genres […], Sprachen […] und natürlich die zahlreichen Autorinnen und Autoren, die dank Marion Graf den Zugang zum französischsprachigen Publikum gefunden haben.»